# Gerhard Waibel (Konstrukteur)
Gerhard Waibel (* 3. Oktober 1938 in Frankfurt am Main) ist ein deutscher Segelflieger und Konstrukteur von Segelflugzeugen der Firma Alexander Schleicher GmbH & Co.
Durch seinen Vater Karl Waibel, der für die Deutsche Versuchsanstalt für Luftfahrt in Berlin und die Vereinigten Deutschen Metallwerke tätig war, hatte Gerhard Waibel bereits seit frühester Jugend Berührungspunkte zur Luftfahrt. Getauft wurde er durch den Vater des 1932 tödlich verunglückten Segelfliegers Günther Groenhoff. Die Familie war zudem seit den 20er Jahren mit Wolf Hirth bekannt.
Zu Beginn seiner fliegerischen Karriere begann er im Alter von zehn Jahren mit dem Bau von Flugzeugmodellen und trat 1951 der Akaflieg Frankfurt in Egelsbach bei. Nach der Aufnahme des Studiums 1958 an der Technischen Universität Darmstadt wechselte er zur dortigen Akaflieg. Während eines Praktikums in einem Stahlwerk in Sheffield, begann er 1962 zusammen mit Wolf Lemke die D-36 Circe zu entwickeln, die sich als wegweisend für das Design von Kunststoffsegelflugzeugen erweisen sollte. Waibel gewann mit dem Prototyp der D-36 die Deutschen Meisterschaften der Offenen Klasse 1964 in Roth.
Im November 1964 begann Waibel seine Tätigkeit als Konstrukteur bei Alexander Schleicher Segelflugzeugbau in Poppenhausen. Sein erster Entwurf, die AS 12, basierte auf der D-36 und diente als Prototyp für das Serienmodell ASW 12. Die von ihm konstruierten Segelflugzeuge für Schleicher, bis hin zur ASW 28, die im Mai 2000 erstmals flog, tragen die Typenbezeichnung ASW.
Im August 2003 trat er nach 39 Jahren Dienst in den Ruhestand, entwickelte jedoch mit Dick Butler den Hochleistungssegler Concordia.

## Auszeichnungen
- 1993: OSTIV-Preis für die Einführung von Sicherheitscockpits in den Serienflugzeugbau.
- 2019: Otto-Lilienthal-Medaille der Deutschen Gesellschaft für Luft- und Raumfahrt für sein Lebenswerk[1]